# Дачное (Вологодская область)
Дачное — деревня в Междуреченском районе Вологодской области.
Входит в состав Сухонского сельского поселения, с точки зрения административно-территориального деления — в Сухонский сельсовет.
Расстояние до районного центра Шуйского по автодороге — 13 км. Ближайшие населённые пункты — Шиченга, Александровка, Красотинка.
По переписи 2002 года население — 8 человек.